# Neochromadora paratecta
Neochromadora paratecta is een rondwormensoort uit de familie van de Chromadoridae. De wetenschappelijke naam van de soort is voor het eerst geldig gepubliceerd in 1974 door Blome.